# Hongqi E-HS3
La Hongqi E-HS3 è una vettura prodotta dalla casa automobilistica cinese Hongqi a partire dal 2018.

## Caratteristiche
Presentato in anteprima sotto forma di concept car di  pre-produzione durante il Salone dell'Auto di Pechino 2018, la E-HS3 è un SUV di medie dimensioni ad alimentazione elettrica che si inserisce nel listino del costruttore cinese sotto la berlina Hongqi H5.  
La vettura fornita di una batteria agli ioni di litio da 52,5 kWh è disponibile in due versioni: una dotata del gruppo motopropulsore che utilizza un singolo motore elettrico da 152 CV con trazione anteriore e una seconda con due motori elettrici uno per ogni asse da 152 CV che forma un sistema di trazione  integrale per una potenza totale di 304 CV.